# يم وينج تشون
يم وينج تشون هي شخصية أسطورية صينية، غالبًا ما يتم الاستشهاد بها في أساطير الوينغ تشون يقال أنها هي من قامت بتطوير أسلوب الوينغ تشون بعد ما علمته لها الراهبة نغ موي".

## خلفية
توجد روايات مختلفة لقصة يم وينج تشون، لكن التسلسل المركزي للأحداث لا يزال كما هو إلى حد كبير. خلال سلالة تشينغ ورد أن راهبة بوذية في معبد الشاولين تدعى نغ موي، قد هربت من تدمير معبد الشاولين على يد حكومة تشينغ يعتقد أن المعبد يأوي ثوار. وفقًا لإحدى الأساطير، ان نغ موي شاهدت أفعى تدافع عن نفسها ضد طائر الكركي بعدها قامت بأدراج تحركاتهم في أسلوبها لتشكيل فن قتالي جديد لم يتم تسميته بعد.
في وقت لاحق، أخذت نغ موي تلميذة تدعى يم وينج تشون، وعلمتها الفن.  اشتهرت يم وينج تشون بجمالها، كان لديهم متجر يبيعون فيه التوفو من اجل المعيشة. حاولت البلطجة المحلية إجبارها على الزواج من شخص لكنها استخدمت الفن لهزيمته. تدعي بعض الروايات أن نغ موي علمت يم الفن على وجه التحديد لغرض الدفاع عن نفسها ضد تقدم الرجل غير المرغوب فيه.

## زواجها وتطويرها للفن
تزوجت يم وينج تشون في وقت لاحق من ليونغ بوك، تاجر الملح، الذي أطلق عليها اسم "الملكة وينج تشون على اسمها. (1972) ينسب لـ يم وينج تشون الفضل في تطوير الأسلوب ، حيث ينسب لها الفضل في اختراع تمارين (تشي ساو).  من هناك، مر الفن بعدها بعدة رجال قبل وصول الأسلوب إلى ييب مان.